# Ерашов, Иван Михайлович
Иван Михайлович Ерашов (1911—1948) — майор Советской Армии, участник Великой Отечественной войны, Герой Советского Союза (1944).

## Биография
Родился 26 сентября 1911 года в Санкт-Петербурге. Окончил семь классов школы села Камень Лепельского района Витебской области Белорусской ССР, в 1931 году — Лепельский педагогический техникум, после чего работал учителем в Полоцке. В 1933 году окончил комвуз.
В августе того же года был призван на службу в Рабоче-крестьянскую Красную Армию. Обучался в 7-й военной школе лётчиков имени Сталинградского Краснознамённого Пролетариата (позднее — Сталинградское военное авиационное училище), которую окончил в 1936 году. В 1933 году вступил в ВКП(б). Служил в этом же училище лётчиком-инструктором, в мае 1938 года назначен начальником учебно-лётного отдела с присвоением воинского звания «капитан». В апреле 1941 года был назначен заместителем командира 275-го ближнебомбардировочного авиаполка. 
В феврале 1943 года окончил ускоренные курсы Военно-воздушной академии. С мая того же года — на фронтах Великой Отечественной войны в составе 672-го штурмового авиаполка. Принимал участие в боях на Юго-Западном и 3-м Украинском фронтах. Участвовал в Курской битве, Барвенково-Лозовской, Днепропетровской, Никопольско-Криворожской, Одесской операциях.
К декабрю 1943 года будучи в звании майора командовал 672-м штурмовым авиаполка 306-й штурмовой авиадивизии 9-го смешанного авиакорпуса 17-й воздушной армии 3-го Украинского фронта. К тому времени он совершил 94 боевых вылета, нанеся противнику большие потери в боевой технике и живой силе, принял участие в ряде воздушных боёв, сбив четыре вражеских самолёта. Командовал полком с 15 августа 1943 по 23 марта 1944 года. 
Указом Президиума Верховного Совета СССР «О присвоении звания Героя Советского Союза офицерскому составу военно-воздушных сил Красной Армии» от 4 февраля 1944 года за «образцовое выполнение боевых заданий командования на фронте борьбы с немецкими захватчиками и проявленные при этом отвагу и геройство» был удостоен высокого звания Героя Советского Союза с вручением ордена Ленина и медали «Золотая Звезда» за номером 6899.
23 марта 1944 года под Одессой был сбил и признан погибшим. На самом деле он попал в плен. В октябре 1944 года бежал, но был пойман и отправлен в гестапо города Шрода. 25 января 1945 года был освобождён из плена.
Всего за 10 месяцев активного участия в войне выполнил 129 боевых вылетов, участвовал в 7 воздушных боях, лично сбил 4 самолёта противника. Сам был сбит 3 раза.
После окончания войны служил начальником воздушно-стрелковой службы 11-й штурмовой авиадивизии ВВС Балтийского флота, инспектором 10-го штурмового авиакорпуса по технике пилотирования в Чкалове (ныне — Оренбург). В ноябре 1947 года по болезни был уволен в запас. 
Скончался 8 мая 1948 года, похоронен в Новочеркасске.

## Награды
- Два ордена Красного Знамени[1]
- Орден Ленина
- Медаль «Золотая Звезда»
- Орден Александра Невского
- Ряд медалей

## Память
- Постановлением Совета Министров Белорусской ССР № 335 от 23 июля 1964 года его имя было присвоено школе № 2 г. Лепель (по состоянию на 2023 год гимназия[5]).
- В 2010 году в г. Новочеркасске, на здании по ул. Грекова, д. 121, открыта мемориальная доска Герою Советского Союза Ерашову И. М.
- В Лепеле (Витебская область, Беларусь) на здании гимназии открыт мурал в честь И. М. Ерашова (2025).